# RTOP-403 Ramiz Sadiku
RTOP-403 Ramiz Sadiku bila je raketna topovnjača klase Končar. Izgrađena je 1978. za potrebe jugoslavenske ratne mornarice.
Raspadom SFRJ topovnjača je odvezena u Crnu Goru gdje je služila u mornarici SR Jugoslavije. 2007. prodana je kao sekundarna sirovina.